# مارك إل. وولف
مارك إل. وولف (بالإنجليزية: Mark Lawrence Wolf)‏ هو محامي وقاضي أمريكي، ولد في 23 نوفمبر 1946 في بوسطن في الولايات المتحدة.